# Jahnstadion (Rheda-Wiedenbrück)
Das Jahnstadion ist ein Fußballstadion in Rheda-Wiedenbrück im Kreis Gütersloh. Es ist die Heimspielstätte des SC Wiedenbrück.

## Lage

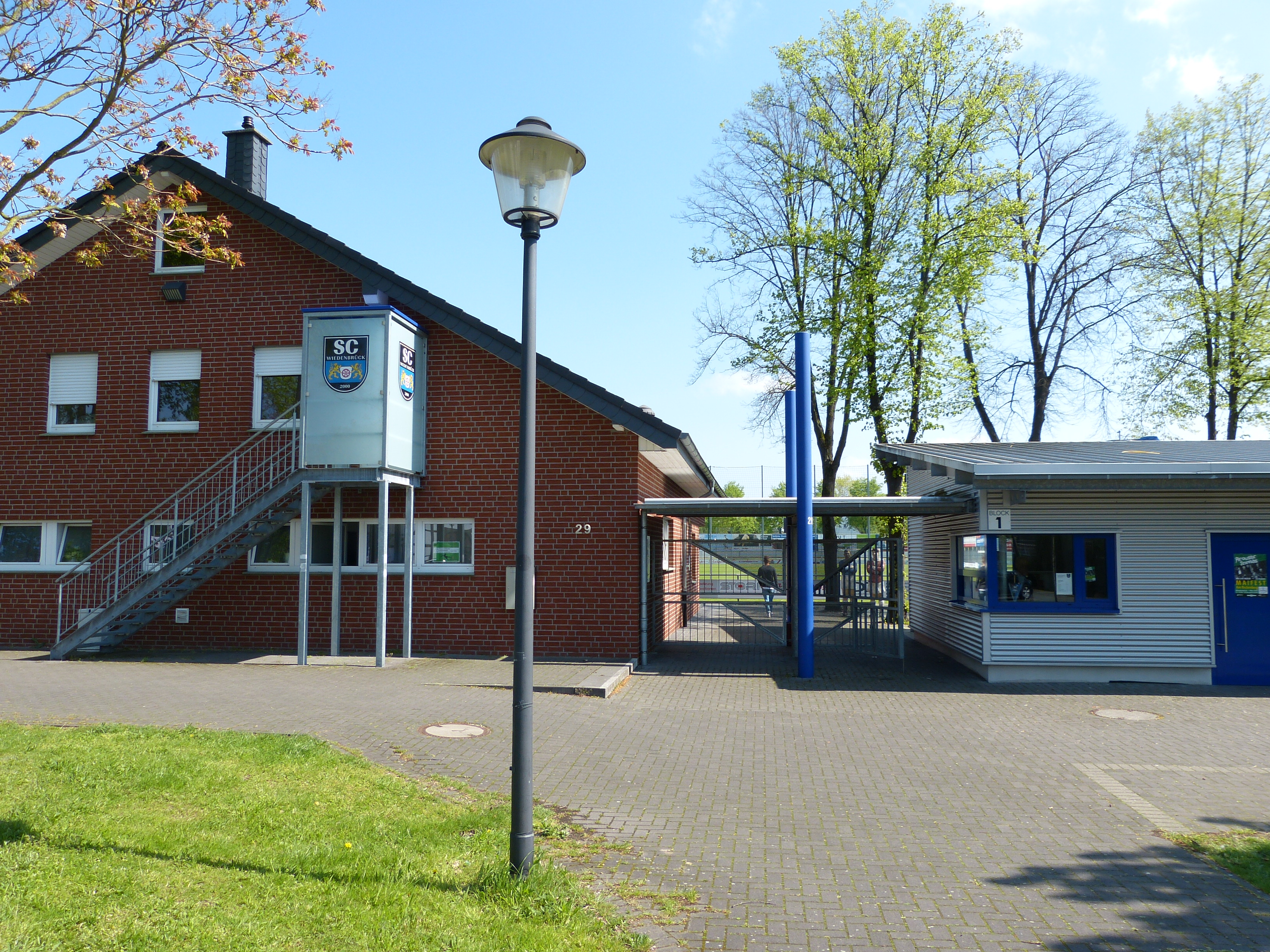
Der Eingangsbereich des Jahnstadion (April 2014)

Das Stadion liegt im Stadtteil Wiedenbrück östlich des Ortskerns an der Rietberger Straße. Etwas weiter südlich vom Stadion fließt die Ems. Das Jahnstadion ist ein reines Fußballstadion ohne umfassende Laufbahn oder Leichtathletikanlagen. Die Zuschauerkapazität liegt bei 3000 Plätzen, davon sind etwa 400 überdachte Sitzplätze auf der Haupttribüne. Die Gegentribüne bietet einige überdachte Stehplätze mit drei Stehstufen. Die Stehplätze des Gästeblocks befinden sich hinter dem Tor auf der Ostseite und sind unüberdacht. 
Gespielt wird auf Naturrasen, wobei das Spielfeld mit 108 × 69 m etwas größer als üblich ist. Das Jahnstadion verfügt über eine Flutlichtanlage mit sechs Masten. Nördlich des Stadions befindet sich noch ein Nebenplatz, wo auf Kunstrasen gespielt wird. Inklusive den Gästeparkplätzen am nahe gelegenen Hallenbad verfügt das Jahnstadion über Parkplätze für 650 PKW.

## Geschichte
Eröffnet wurde das Stadion 1950 und hieß zunächst Jahnplatz. Genutzt wurde der Jahnplatz von den beiden Wiedenbrücker Vereinen Westfalia und DJK. Der erfolgreichere der beiden Vereine war die Westfalia, die in der 1955/56 in der höchsten westfälischen Amateurliga spielten. In den späteren Jahren pendelte die Westfalia zwischen Bezirks- und Kreisliga, bevor der Verein 1980 in das neu erbaute Sportzentrum an der Burg südlich der Ems umzog. Lokalrivale DJK spielte bis weit in die 1990er Jahre auf Kreisebene und erreichte 2000 die Verbandsliga Westfalen. Anschließend fusionierte die DJK mit der Westfalia zum SC Wiedenbrück 2000, der sich seit dem 22. April 2015 SC Wiedenbrück nennt.

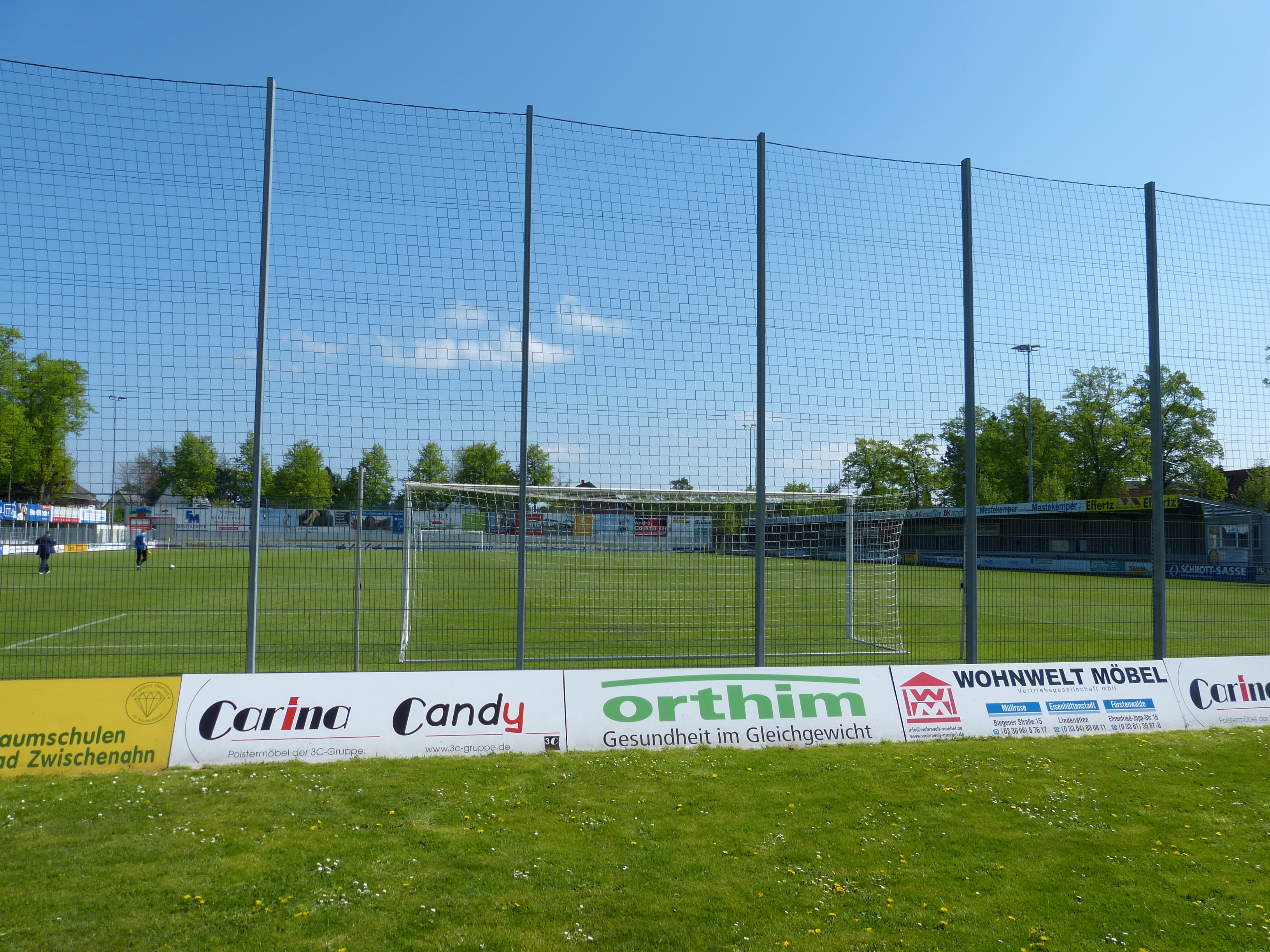
Blick auf das Spielfeld (April 2014)

2003 wurde mit dem Ausbau der Anlage begonnen, die daraufhin in Jahnstadion umbenannt wurde. Zunächst wurden neue Umkleidekabinen errichtet und ein Jahr später die neue Sitzplatztribüne eingeweiht. Gleichzeitig entstand das Stadionbistro. 2006 entstand die Stehplatztribüne auf der Gegengerade sowie die Flutlichtanlage. 2007 wurden nach dem Aufstieg der Wiedenbrücker in die Oberliga Westfalen einige Umbauten zur Erfüllung der Sicherheitsbestimmungen durchgeführt. Ein Jahr später wurde auf dem Spielfeld ein neuer Rollrasen verlegt. Gleichzeitig wurden die Parkflächen westlich des Stadions neu gestaltet und im Norden der Kunstrasenplatz eröffnet.
Nachdem der damalige SC Wiedenbrück 2000 im Jahre 2010 den Aufstieg in die Regionalliga West geschafft hatte, wurde die Anlage umgebaut. Das Ingenieurbüro Brinkmann + Deppen hatte Pläne für den Bau erstellt und die Stadt hat ihre Unterstützung für das Projekt zugesagt und die Pläne genehmigt. Der Umbau wurde im November 2010 fertiggestellt. Die Spielstätte verfügte seitdem über die vom DFB geforderten 5001 Plätze. Darüber hinaus wurden im Sportheim des Vereins im ersten Stock V.I.P.- und Presseräume eingerichtet. Nachdem der DFB die Mindestkapazität für Regionalligastadion herabgesetzt hat, liegt die Kapazität des Jahnstadions bei 2550 Zuschauern. 
2021 und 2022 wurde das Jahnstadion weiter modernisiert. Die auf der Gegengeraden befindliche Stehtribüne wurde mit einer Überdachung versehen. Zudem wurden auf der Haupttribüne die alten Bänke durch neue Sitzschalen ersetzt sowie Anzeigetafeln montiert. 
Zweimal wurde das Endspiel im Westfalenpokal im Jahnstadion ausgetragen. Im Jahre 2011 besiegte der SC Wiedenbrück 2000 vor 700 Zuschauern Rot Weiss Ahlen mit 3:1 Toren. Zwei Jahre später verloren die Wiedenbrücker vor 2500 Zuschauern gegen Arminia Bielefeld mit 1:3. Hier war das Stadion erstmals ausverkauft. Für die Heimspiele im DFB-Pokal wichen die Wiedenbrücker aufgrund der größeren Kapazität in das Gütersloher Heidewaldstadion aus.